# Eugenio Lazzareschi
Eugenio Lazzareschi (Castel del Piano, 28 settembre 1882 – Lucca, 3 settembre 1949) è stato un archivista, scrittore e biografo italiano.

## Biografia
Eugenio Lazzareschi nacque a Castel del Piano sull'Amiata da Domizio Lazzareschi e Giuseppina Ginanneschi. Dopo la licenza ginnasiale si iscrisse all'Università di Firenze dove si dedicò inizialmente agli studi storici seguendo le lezioni di Cesare Tocco, Augusto Del Vecchio, Pasquale Villari, del diplomatista Cesare Paoli e del paleografo Luigi Schiaparelli. Conseguì la laurea nel 1905 con il filologo Guido Mazzoni.
Dal 1906 divenne dipendente dell'Archivio di Stato di Lucca e nel 1908 fu promosso al grado di funzionario dirigente; nel 1931 assunse la direzione dell'Archivio, carica che detenne fino alla morte.
La vita di Eugenio Lazzareschi fu assorbita quasi completamente dal lavoro di archivista che svolse con molta passione. Accrebbe le raccolte dell'Archivio di Stato di Lucca incentivando il deposito e la donazione di molti archivi privati soprattutto quelli delle famiglie patrizie lucchesi. Proseguì l'opera di ordinamento e pubblicazione degli inventari utili per la fruizione delle fonti custodite nell'Archivio.
Le principali opere di Lazzareschi sono i regesti del Carteggio di Paolo Guinigi 1925, lavoro iniziato da Luigi Fumi, i regesti del Carteggio di Guido Manfredi cancelliere della Repubblica di Lucca 1933, il quinto volume dell'Inventario dell'Archivio di Stato di Lucca 1946, prosecuzione dei quattro volumi redatti da Salvatore Bongi fra il 1872 ed il 1888.
A questi contributi di carattere prettamente archivistico, affiancò un'intensa attività pubblicistica molto variegata di quasi seicento titoli, frutto della sua attività scientifica ma anche dei molteplici interessi che spaziarono dall'ambito storico a quello letterario, dalla storia delle istituzioni alla storia dell'arte, dall'agiografia alla letteratura religiosa.
Alla vocazione letteraria appartengono le novelle pubblicate in età giovanile su quotidiani e riviste fra i quali Corriere della Sera, Il Giornale d'Italia, L'Illustrazione, La Domenica del Corriere e le due biografie dedicate alle sorelle di Napoleone, Paolina Bonaparte, del 1932, ed Elisa Bonaparte Baciocchi, pubblicata postuma nel 1983. Fu dal 1915 terziario domenicano.

## Opere
- Novelle e parabole cristiane, Lucca, Tipografia Arcivescovile S. Paolino, 1908
- Un nuovo contributo allo studio dell'iconografia francescana, Perugia, Unione Tipografica Cooperativa, 1909
- Poesia popolare dell'Amiata, Lucca, Baroni, 1913
- L'edizione lucchese del Decameron, Firenze, Tipografia Enrico Ariani, 1913
- Francesco Sforza e Paolo Guinigi. Contributo di documenti inediti, Lucca, Baroni, 1916
- Una mistica senese. Passirea Croci 1564-1615, Siena, Lazzeri, 1916
- Lucida Mansi nella leggenda e nella storia, Lucca, Scuola Tipografica Artigianelli, 1930
- Lucca, Bergamo, Istituto Italiano d'Arti Grafiche, 1931
- La villa Mansi a Segromigno e le pitture di Stefano Tofanelli, Lucca, Giusti, 1931
- Le sorelle di Napoleone. Paolina, Firenze, Rinascimento del Libro, 1932
- Lucca e le sue stazioni di cura e di delizia: Viareggio, Montecatini, Bagni di Lucca. Milano, Sonzogno, 1935
- Delle relazioni di Cosimo e Lorenzo de' Medici con la Repubblica di Lucca, Firenze, L'Arte della Stampa, 1940
- (con Francesco Pardi), Lucca nella storia, nell'arte e nell'industria, Pescia, Benedetti, 1941
- Il Regio Istituto d'Arte Augusto Passaglia di Lucca, Firenze, Le Monnier, 1941
- Archivisti italiani. Salvatore Bongi, Roma, Libreria dello Stato, 1943.
- David Lazzaretti. Il Messia dell'Amiata, Brescia, Morcelliana, 1945
- Una curiosità filatelica. I francobolli falsi di Gustavo Waibl, Pescia, Benedetti, 1946
- Renato Mansi. Il dottorino santo e la sua mamma. Due ostie riparatrici nella città del Volto Santo, Alba, Edizioni Paoline, 1949
- Elisa Bonaparte Baciocchi nella vita e nel costume del suo tempo, Lucca, Pacini Fazzi, 1983